# 퐁니·퐁넛 마을 학살 사건

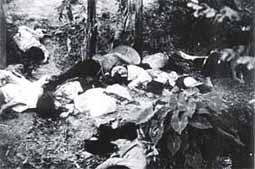
퐁니・퐁넛 여성과 아이들의 주검사진

퐁니・퐁넛 학살 사건(베트남어: Thảm sát Phong Nhất và Phong Nhị, 영어: Phong Nhi and Phong Nhat massacre)은 베트남 전쟁 중인 1968년 2월 12일 대한민국 해병대 해병제2여단(청룡 부대)가 베트남 꽝남성 디엔반현 퐁니, 퐁넛 마을에서 주민 70여 명(69 ~ 79명 추정)을 학살한 사건이다.
이 사건은 《한겨레21》이 당시 베트남 호찌민시 통신원이던 구수정의 현지 르포와 고경태, 황상철 기자의 참전군인 인터뷰로 1999년 세상에 알려지게 되었다. 이듬해인 2000년 여러 시민사회단체가 모여 '베트남전 민간인학살 진실위원회'를 결성했고, 2004년 6월 대한민국의 시민단체는 성금을 모아 관련 희생자 추모비를 세웠다. 2000년 11월 《한겨레21》은 미군의 자체 조사 보고서를 공개하여 다시 한번 사건의 전모를 세상에 알렸다.
대한민국월남전참전회는 가해자에 관한 증거가 명확히 나온 바 없다고 주장하고 있으며 이종섭 국방부 장관은 2023년 국회 국방위 전체회의에서 "미군이 조사한 것을 보면, 주월미군사령관도 '한국군에 의한 민간인 학살은 없었다'라고 결론을 내린 것으로 알고 있다"며 "확인한 바에 따르면 민간인 학살은 없었다"라고 말했다.
2018년 시민사회 단체의 모의 재판 이후 사법적 처리도 진행되어 2023년 2월 7일 학살 피해자 응우옌티탄의 배상 소송에서 재판부는 대한민국 정부의 책임을 인정하고 원고 승소 판결을 내렸고, 이에 대한민국 정부가 불복하여 진행된 2심에서도 2025년 1월 17일 원고 승소 판결이 내려졌다.

## 배경
베트남 전쟁은 정규군끼리의 전투 이외에도 베트콩으로 알려진 비정규군이었던 남베트남 민족해방전선의 게릴라 활동이 거세었던 전쟁이었다. 북베트남은 비정규군에 의한 게릴라전을 독립을 쟁취하기 위해 모든 베트남인이 참전하는 “인민 전쟁”이라고 불렀다. 한편, 미군을 비롯한 한국군 등 남베트남의 동맹군은 전투원과 비전투원의 구분이 모호해지자 일정 구역에 민간인을 몰아놓고 수용하여 전략촌을 만들고, 그 이외의 지역은 “움직이는 모든 것을 적으로 간주”하는 “자유 사격 지대”보아 수색 섬멸 작전을 펼쳤다. 미군에 의해 저질러진 미라이 학살에서도 확인되듯이 작전 중인 미군은 “눈에 띄는 것은 모두 베트콩”이고 “어린 아이도 첩자”이며, “놓치는 것보다 오인해서 죽이는 게 낫다”는 태도를 보였다. 조너선 닐(Jonathan Neal)은 《미국의 베트남 전쟁》에서 남베트남 측이 게릴라를 찾지 못하면 사람들을 죽였는데, 그것은 전승을 과장하려는 속임수이기 보다는 민간인들이 공산주의자들에게 그만두라고 말하도록 압박하는 전략이었고, 이 과정은 미국 정부의 압력아래 이루어졌다고 주장하고 있다.
퐁니 마을과 퐁넛 마을은 미군의 전략에 따라 안전 마을로 분류된 곳이었고, 미국 해병대 켑소대와 자매 결연을 한 곳이었다. 이 때문에, 퐁니 퐁넛 사람들은 미군이나 한국군에 대해 경계심을 가지지 않았고, 마을에는 남베트남군의 가족들도 살고 있었다.

## 학살

### 사건 경위
대한민국 해병대 청룡 여단은 1968년 1월 30일부터 2월 29일까지 여단 규모로 '괴룡 1호 작전'을 벌였다. 이 작전은 1968년 1월 30일 베트남 인민군과 남베트남 민족해방전선의 구정 대공세에 맞선 것으로 '구정공세 반격작전'으로도 불렸다. 이 작전 중인 1968년 2월 12일 오전 11시 무렵, 퐁넛 마을을 지나던 청룡 부대 1중대가 퐁니 마을과 퐁넛 마을의 민간인 70여명을 학살하는 사건이 일어났다.
학살 당시 퐁니 마을 주민들은 미 해병대와 긴밀한 관계를 맺고 있었는데, 마을 주민들은 연합행동계획(CAP)에 참여하고 있었고 마을 남자들은 남베트남군으로 입대했기 때문이다. 오전 10시경, 대한민국 해병 제2여단 제1대대 제1중대 대원들이 CAP 델타-2 팀(북위 15.91°, 동경 108.24°)을 통과했다. 오전 10시 30분, 대한민국 해병대 중대는 서쪽으로 퐁니와 퐁넛(북위 15.91°, 동경 108.22°)을 향해 이동하며 퐁넛의 포격을 받기 시작했다. 오전 11시경, 1번 고속도로에서 대한민국 해병대 부대를 지원하던 LVTP-5가 지휘소에서 폭발한 지뢰에 맞아 무력화되었다. 1중대에서 작전을 수행하던 미 해병대원은 지뢰가 퐁넛에서 터졌다고 믿었다.
베트남 주둔 한국군의 공식 기록인 《파월 한국전사》는 당시의 상황을 이렇게 기록하고 있다.
1968년 2월 12일 9음력 1월 14일 제1중대장(김석현 대위)는 08:15에 1번 도로를 정찰하며 북진하고 퐁넛마을에 진입…… 11:05에 목표(11-이곳은 퐁니촌에 해당한다)를 공격하였는데 이 때 서쪽 지역으로부터 30여발의 적 사격을 받아 4.2인치 박격포로 발사지점을 포격 제압…… 부상자 1명 생겨 후송하였다.— 《파월한국전사》

그러나, 당시 학살 피해자의 증언과 전투 참여자의 증언, 미군측의 조사 보고서에 의해 드러난 사실은 《파월 한국전사》의 기록과 다르다. 살아남은 마을 주민은 아침밥을 먹고 난 후 쯤의 시간에 한국군이 당산나무 쪽으로 밀고 들어와 닥치는 대로 사람을 죽이고 집을 불태웠다고 증언하고 있다.
당시 작전에 참여한 1중대의 1소대장 최영언 씨는 "자기 마을로부터 선두 1소대 병력 쪽을 향해 사격이 날아왔다. 순간적으로 모든 소대원들이 수풀 바닥에 엎드렸다. 누군가 한명이 총에 맞아 부상 당한 듯했다. 중대장 김석현 대위에게 긴급히 무전을 쳤다. 중대장의 응답은 마을을 공격하라는 것이었다. 1소대와 2소대가 방향을 왼쪽으로 틀고 총을 쏘며 마을에 진입했다"고 말하였고, 마을에 도착하였을 때는 이미 베트콩은 떠나고 겁먹은 마을 사람들뿐이어서 마을 사람을 한 곳에 모아 놓았는데, 부대 후미의 누군가가 갑자기 사람들을 향해 총을 쏘았다고 증언했다. 2소대장이었던 이상우 역시 "베트콩들은 다 도망가고 없었다. 마을 주민들도 저항하거나 그런 움직임도 없었다. 애들이 겁이 나서 도망가니까 죽인 거지 참 ……."이라고 말했다. 고경태에 의하면, 퐁니·퐁넛 학살에서 사망한 민간인은 74명이며 그 중 4명은 학살 당시 1살이 되지 않은 쩐티안, 쩐반만, 응우옌딘다오, 도안테민이다.

### 학살 직후의 보고
안전 마을이었던 퐁니·퐁넛 민간인에 대한 학살이 벌어지자, 남베트남 정부는 미국에 강력히 항의하였고 미군은 독자적인 조사를 벌였다. 주월 미군 사령부 감찰부는 조사결과를 주월 미군 사령관 및 군부 고위 장성에게 보고하였다. 보고서에는 20여 장의 사진이 첨부되어 있었고, A4 용지규격 총 554장으로 구성되어 있었다. 감찰부는 이 보고서에서 한국군이 남녀노소를 불문하고 잔혹 행위를 저지르고 사람들을 학살하였다는 것을 보고하였다. 이 보고서는 기밀문서로 분류되어 비공개로 있다가 30년이 지난 후, 2000년 6월 1일 비밀이 해제되었다. 미군 감찰부의 보고서에 첨부된 사진은 미 해병 연합 행동소대 Delta-2 소속 본(J. Vaughn) 상병이 촬영한 것이다. 본(J. Vaughn) 상병은 한국군 철수 이후 민간인 부상자 치료를 위해 마을로 들어갔다. 보고서는 퐁니·퐁넛 학살의 개요를 다음과 같이 설명하고 있다.
1. 1968년 2월 12일 사건
- 장소 : 꽝남성 디엔반 퐁니(Phong Nhi)·퐁넛(Phong Nhut) 마을
- 작전부대 : 한국 해병 2여단 1대대 1중대(일명 괴룡1호 작전)

 (a) 1968년 2월12일 퐁넛에서 사격을 받은 직후 한국해병대는 그 마을을 공격했다.

  (b) 퐁니마을에 무차별사격이 행해졌고 그로 인해 많은 손상을 야기시켰다.
- 희생과 손실 : 69명의 베트남 여성과 어린이들이 칼에 찔리거나 총에 맞아 죽음. 한국 해병 1명 부상

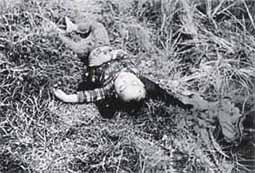
아이의 주검사진
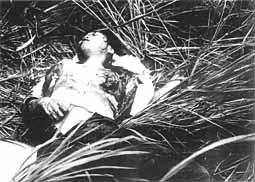
가슴이 도려진 응우옌 티 탄(당시 21세)은 하루동안 더 살아있다 사망하였다.
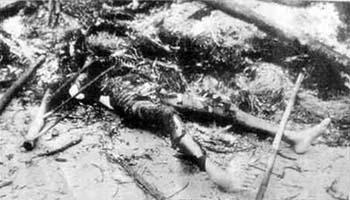
재더미에 묻힌 채 죽어있는 마을주민
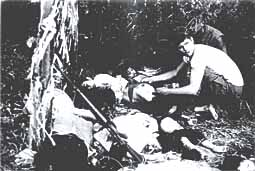
미군은 한국군 철수 이후 민간인 부상자 치료를 위해 마을로 들어갔다.
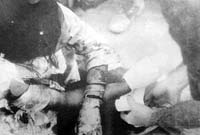
본 상병이 퐁니·퐁넛 마을에서 마지막으로 찍은 사진. 미군 병사가 당시 16세이던 쩐티득의 부상당한 팔을 치료하고 있다.
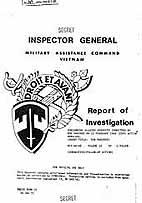
미군 보고서

## 학살 이후
미국의 퀘이커 구호단체 활동가 다 이앤과 마이클 존스는 〈한국군이라 불린 동맹군〉이라는 보고서를 작성하였다. 이들은 이 보고서에서 퐁니-퐁넛 학살의 생존자들이 “한국군이 정찰중에 대인 지뢰에 걸렸고, 마을 사람들은 지뢰가 터지는 소리를 들었다. 총소리는 없었다. 그 뒤 한국군이 마을에 왔고 학살이 일어났다”고 증언한 내용을 실으면서, 이 사건이 베트남 현지는 물론이고 《뉴욕 타임즈》에도 기사가 날 정도로 널리 알려졌다고 기록하고 있다. 마을 근처 작은 절에 있던 비구니는 눈물을 흘리며 다음과 같이 말하였다.
| “ | 사람들이 너무나 많이 죽었어요. …… 우리 작은 절 안에는 그들 모두를 위해 향을 피울 공간도 없을 정도였습니다. | ” |

감찰부의 보고를 받은 베트남 주둔 미군 사령부 사령관이었던 웨스트 모어랜드는 1968년 4월 29일 파월사령부 사령관 채명신 장군에게 전쟁범죄에 대한 철저한 조사와 처벌, 재발 방지를 요구하는 서신을 보냈다. 그러나 채명신 장군은 6월 4일 보낸 답장에서 “민간인 학살은 없었다”고 하면서 베트콩의 기만전술이라고 주장하였다. 하지만, 당시 청룡부대 헌병대 수사계장은 상부로부터 “청룡부대를 가장한 게릴라의 소행”이란 지침에 따라 조사보고를 하라는 지시를 받았다고 증언하였다.
퐁니·퐁넛 마을의 생존자들은 학살 1년 뒤인 1969년 2월 자신들이 남베트남 정부에 복무하고 있는 군인의 가족이고, 합당한 시민증을 가지고 있었음에도 학살을 당하였다며 진실 규명과 배상을 요구하는 탄원을 남베트남 하원 의장에게 보냈다. 이 탄원에는 20여 명이 이름을 적고 지장을 찍었으며, 유가족들은 베트남인 67명이 한국 군인들에게 일개 곤충 취급을 당했다고 적었다. 당시 유가족들이 남베트남 하원 의장에게 탄원한 내용은 다음과 같다.

수신: 사이공, 베트남공화국, 하원의장
주제: 1968년 2월 12일 딩네반현 탄퐁 마을(퐁니·퐁넛) 주민들의 대량학살 손해에 대한 청구
존경하는 하원의회 의장님, 우리는 1968년 2월 12일, 꽝남성 디엔반현 퐁니퐁넛 마을에서 한국군에 의해 살해를 당한 35가구의 일가친척들입니다. 우리는 이곳에서 태어나 계속 살아왔습니다.
그들은 가난하지만 열심히 일하는 농부였습니다. 현직 군인 또는 전몰 군인들의 가족이었습니다. 할아버지, 할머니와 젖을 떼지 않은 어린아이도 있었습니다. 그들은 모두 시민증을 가지고 베트남공화국 통제지역 아래서 평화롭게 살아왔습니다.
갑자기 디엔반현 인근에 주둔하던 한국군 부대가 우리 지역에서 작전을 수행했고, 사람들을 집에서 끌어내 총을 쏴 죽이고 신체 일부를 토막 내는 등 야만적 행위를 벌였습니다. 우리는 위와 같은 일이 다른 이웃에게도 재현되지 않을까 걱정됩니다.
우리 일가 친척들이 학살당한 1주기가 다가오는 오늘, 우리는 그분들의 죽음을 애도합니다. 아! 슬프도다.
시민권을 가지고 있고, 4천 년의 문명을 지닌 67명의 베트남인들이 일개 곤충 취급을 받았습니다. 이 불행한 희상자들에 대해 어떤 집단에서도 공식적인 애도를 표하고 있지 않습니다. 더 이상 기다릴 수 없습니다. 우리는 반드시 이 요구를 국민에 대해 책임을 지는 기관인 하원의회의 존경하는 의장님께 전달해야 한다고 생각했습니다. 의장님께 한국군과 남베트남 정부가 다른 유사한 사건에서 적용했던 규칙에 따라 배상해주기를 정중하게 요구합니다.
1969년 2월.

1969년 12월 18일 주월미군사령부 감찰부에 있던 샘 샤프 대령은 참모장 타운젠트 소장에게 비밀문서 하나를 보냈는데, 그 비밀문서는 '1968년 2월 12일 한국군 해병에 의한 잔혹행위 의혹'이다. 여기에 첨부된 미해병 제3상륙전사령부 조사보고서 중 응우옌싸의 진술내용을 보면 당시 학살이 어떻게 이루어졌는지를 알 수 있다. 아래의 인용문은 그 내용 중 일부를 발췌한 것이다.
 연합전투 소대의 민병대원이자 남베트남 국민인 응우옌싸의 진술:
2월 12일 약 10시에 우리 6명은 CAP D-2에 있는 벙커 위에 앉아서 한국군대를 바라보고 있었다. 퐁니 마을에 공격이 시작됐을 때 우리가 있던 곳은 1번 도로와 아주 가까운 지점이었기 때문에 어떤 일이 벌어지는지 확실하게 목격할 수 있었다. 우리는 쌍안경을 하나 가지고 있었다. 한국군은 마을로 진입해 주민들을 그룹별로 잇따라 죽였다. 우리는 3곳에서 이런 일이 벌어지는 것을 볼 수 있었다. 첫 번째 장소에서는 한번에 17명이 사살됐고, 두 번째 장소에서는 14명이, 그리고 다른 장소에서는 6명, 3명이 사살됐다. 이날 오후 우리가 그 마을을 수색했을 때 나는 내 친척 10명이 사살됐다는 사실과 2명이 부상당했음을 확인했다.

남베트남 정부 역시 미군 사령부에 강력히 항의하였다. 한편, 미군 정치 고문 제임스 맥은 보고서에서 퐁니·퐁넛과 같은 민간인 학살이 무수히 일어나 "한국군에 대한 베트남인들의 증오심이 대단히 심각하다"고 진단했다. 미국은 한국군이 공산주의자를 죽이기 위해 혈안이 되어 있어 매우 용감하지만, 민간인에 대한 잔혹행위를 일삼고 점령군과 같은 태도를 취하고 있어 문제라고 인식하고 있었다. 이런 이유로 미국은 이 문제를 계속 추궁하였지만, 한국은 소대장들에 대한 중앙정보부의 조사를 끝냈으며, 당시 대통령이었던 박정희에게도 보고가 있었지만 결국 사건을 은폐하였다. 당시 한국의 언론은 이 사건을 한 줄도 보도하지 않았다.
학살의 증거 사진을 찍은 본 상병은 조사관인 캠퍼넬리 소령에게 사진과 함께 진술서를 제출하였고, 얼마 뒤 미국으로 돌아갔다. 그는 1994년 46살의 나이로 사망했다. 한편, 본 상병이 마지막으로 찍은 사진에 나온 16세의 쩐티득은 4년 뒤인 1972년 남베트남 민족해방전선에 가담하였다. 그는 빈디엔 근처의 남베트남군 초소에 부비트랩을 설시하다 발각되어 감옥에 갔으며 1975년 4월 전쟁 후에 풀려났다. 쩐티득은 이후 다낭에서 잡화상을 하다 1999년 8월 유방암에 걸려 47살의 나이로 사망하였다.
2000년 11월 《한겨레21》은 종전 26년을 맞아 기밀 해제된 문서 속의 희생자를 찾아 나섰다. 사진 속 가슴이 도려내진 여성은 당시 21살이었던 응우옌 티 탄이었다. 여동생 응우옌 티 호아는 언니가 하룻동안 더 살아 있었고 나즈막히 엄마를 부르다가 숨을 거두었다고 당시를 회상하였다. 다낭에 살던 응우옌 티 탄의 가족은 정월 대보름 불공을 드리기 위해 퐁넛 마을을 찾았다 일가족이 모두 희생되고 막내만이 살아남는 참사를 당했다. 살아남은 사람들은 대한민국 정부가 사건의 진실을 인정하였는지 궁금해 하였다.
2013년 8월 글로벌포스트와 인터뷰한 대한민국 국방부 대변인은 "한국군이 그러한 민간인 학살을 자행했다는 것은 불가능하다"며 베트남 전쟁 당시 한국군에 의한 학살 일체를 부정하였다.
2015년 4월 8일 방한한 퐁니·퐁넛 마을 학살 사건 피해자인 응우옌티탄 씨는 베트남전 참전군인 대한민국 고엽제전우회의 반대 집회를 마주했다.

### 시민평화법정

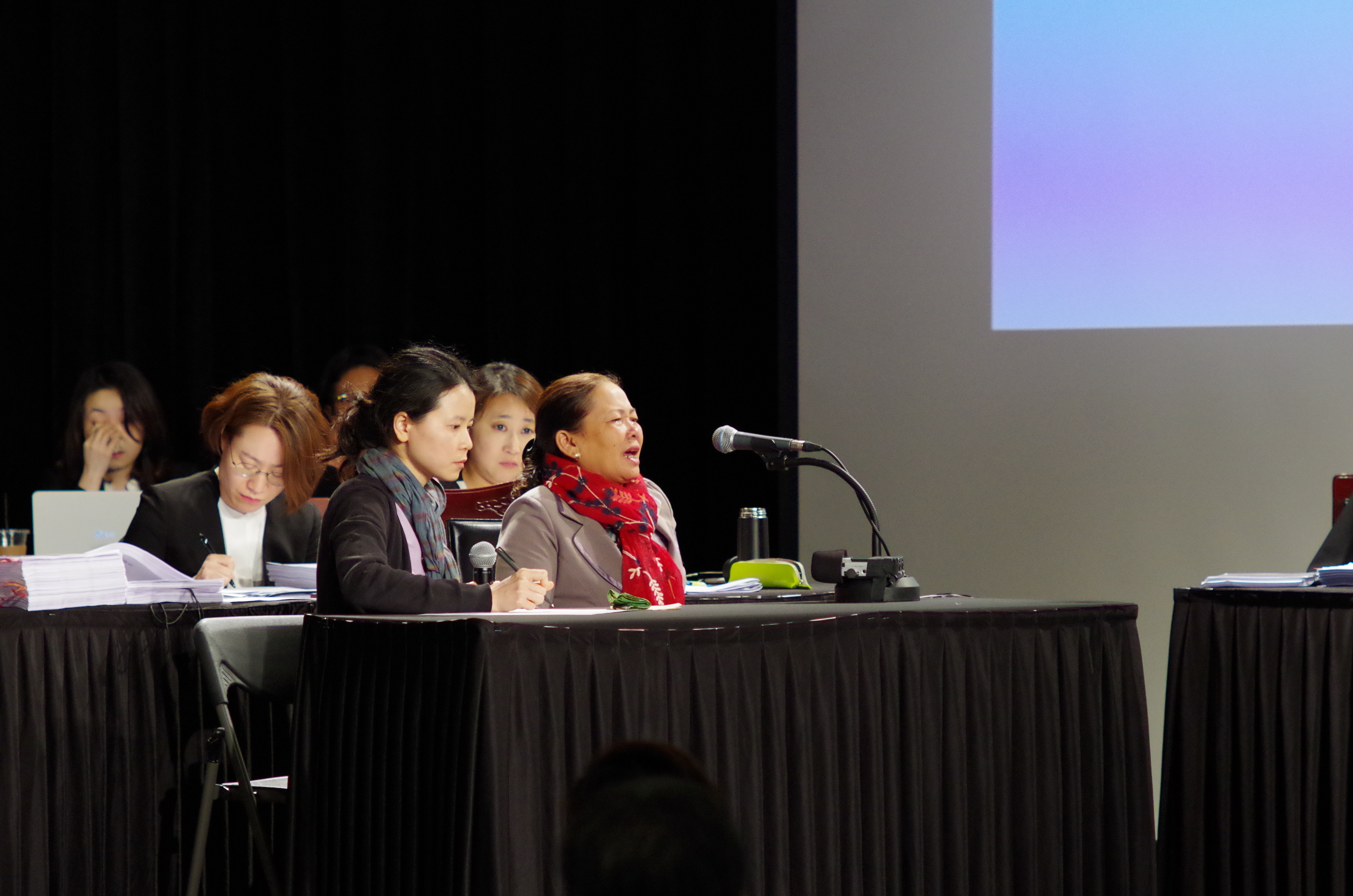
시민평화법정에서 증언하는 퐁니·퐁넛 마을 학살 생존자(당시 8세) 응우옌 티 탄

2018년 4월 22일 - 23일 민주사회를 위한 변호사 모임과 한베평화재단을 비롯한 대한민국의 여러 시민사회 단체들은 베트남 전쟁 시기 한국군에 의한 민간인 학살 진상규명을 위한 시민평화법정을 개최하였다. 이 시민평화법정은 퐁니-퐁넛 마을 학살 사건의 생존자인 응우옌 티 탄과 ‘하미 마을 학살 사건’의 생존자 응우옌 티탄(동명이인)이 원고로 나서 대한민국 정부를 피고로 하여 손해배상을 청구하였으며, 시민평화법정의 재판부는 이들의 주장을 받아들여 ‘국가배상법’에 따른 배상을 판결하고 대한민국 정부에 진상조사를 권고하였다. 시민평화법정은 모의법정으로 법적 구속력이 없으나 베트남 전쟁 시기 학살을 보편적 인권의 문제로서 천명하였다는 의의가 있다. 시민평화법정 측은 공소시효를 없애는 특별법이 필요하다고 주장하였다. 또한, 민변은 1968년 당시 퐁니-퐁넛 마을 사건을 조사하였던 중앙정보부의 자료 공개를 청구하는 소송을 진행 중이다. 국정원은 "외교적 불이익"을 근거로 정보를 공개하지 않다가 법원의 공개 명령을 받자 ‘개인정보 보호’를 이유로 다시 정보 공개를 거부하였다.

## 사법 절차

### 정보공개 요구에 대한 대법원의 판결
2021년 3월 25일 대한민국 대법원은 국가정보원이 가지고 있는 퐁니·퐁넛 마을 학살과 관련한 정보를 공개하라고 판결하였고 국가정보원은 대법원의 판결에 따라 정보를 공개하기로 결정하였다. 그러나 실제 공개된 내용은 당시 조사를 받았던 군인 3명의 이름 뿐이다. 소송을 진행한 민주사회를 위한 변호사 모임은 추가적인 정보 공개를 다시 요구하였다.

### 피해배상 요구에 대한 법원의 판결
2023년 2월 7일 서울중앙지방법원 민사68단독 박진수 부장판사는 대한민국을 상대로 한 피해자 응우옌 티탄의 피해배상 청구에 대해 대한민국의 책임을 인정하고 청구 금액 3,100만원 전액을 배상하라고 판결하였다. 이는 베트남 전쟁에서 한국군이 집단적으로 수행한 민간인 학살에 대해 정부의 배상 책임을 인정한 첫 판결이다.
대한민국 정부는 1심에 불복하여 항소하였으나 2025년 1월 17일 항소심 재판부도 배상 책임을 인정하면서 특히 사건이 오래되어 배상 시효가 소멸되었다는 정부의 주장을 배격하였다.

## 류진성의 폭로
2017년 베트남 전쟁에 참전했던 류진성은 익명으로 경기도의 한 도서관에서 CBS노컷뉴스 기자를 만나 "끔찍했던 장면이 생생하다. 언제 생을 마칠지 모르니 꼭 알려야겠다"며 50년 전 베트남 전쟁에서 경험했던 기억을 전했었다. 그에 따르면, 1967년 12월 자신이 있던 부대가 다낭 방향으로 향하던 도중 꽝남성 호이안 주변의 한 마을을 지나게 됐는데, 베트콩(남베트남 민족해방전선)이나 민병대 게릴라군이 있었는지는 확인되지 않은 상황에서 증거가 없었지만 '죽이지 않으면 다음에 또 당할 수 있다'는 두려움에  3명을 총살했다고 전했다. 류진성은 "우리 해병이 민간인으로 알고 죽인 건 없었고 베트콩으로 오인해서 죽이는 일은 작전 때마다 있었다"며 "통계는 모르지만 그 수가 굉장히 많았다"고 밝히며, "죄악이다. 어떻게 사죄를 해야 하나 싶다"라고 밝혔었다.
2018년 4월 21일 서울 마포구 문화비축기지에서 열린 '베트남전쟁 시기 한국군에 의한 민간인학살 진상규명을 위한 시민평화법정'에서 류진성의 익명 인터뷰 영상이 증거로 제출됐었는데, 그는 "지난 1968년 2월 디엔반현 퐁니·퐁넛마을에 1대대 1중대 2소대 소속 첨병으로 나갔다"며 "미군 장갑차가 부비트랩에 걸린 뒤 마을에서 적을 색출하라는 지시가 떨어졌다"고 진술했었다. 이어 "그때 월남에서 오래 있었던 고참(선임)병이 와서 '에이 XX, 이런 것 하나도 처리 못 하냐' 하며 히스테리로 되레 갈겨서 즉사해버렸다"고 증언했다.
2021년 7월 7일 류진성은 국회에서 “한국군 해병대가 작전 중 적군뿐 아니라 노인이나 여성 등 민간인을 대규모로 사살했다는 증언”을 했다. 이번에는 실제 얼굴과 실명을 공개한 채로 민간인 학살이 있었음을 폭로했다. 류진성 씨는 "피신하지 못한 부녀자들, 노인들을 전부 끌어내서 논바닥 가운데 전부 집결을 시켜놓고 그 과정에 현장에서 사살한 민간인도 있다"며 "우리 소대에서도 노인 한 분을 사살했다"고 털어놨다. 이어 "'잡아놓은 민간인들을 어떻게 처리할까요' 물었더니 중대장이 엄지손가락으로 목을 그었다는 말을 3소대 애들에게 들었다"며 "모여있는 양민을 전부 사살한 것"이라고 밝혔다고 증언했다. 또한 류진성씨는 "옆을 보니까 양쪽 길에 거적때기를 깔아놓고 그 위에 시체를 전부 줄지어 뉘어 놓았더라"며 "우리 중대 3소대에서 명령이 하달돼서 집단 사살을 한 것으로 드러났다"고 말했다. 퐁니 퐁넛 학살은 아니지만, 그의 증언을 통해서 인근 지역에서의 민간인 학살이 있었다는 사실이 드러났다.
그의 증언에 따르면 그는 부대 전방에서 첨병 역할을 하던 중 베트남인들이 도로를 막고 눈에 핏발을 세우면서 소리를 지르고 삿대질을 하는 상황을 목격했으며, "옆에 보니 거적대기 위에 수많은 시체들이 누워있었다"며 "그래서 뭔가 큰일이 있었구나 알게 됐다"고 증언했다. 류진성은 1968년 2월 작전 중 평생 잊을 수 없는 일을 목격했으며, 민간인 시신 100구 정도를 본 것으로 판단했다고 말했다. 또 그는 "시체가 100구 넘는 줄 알았는데, 나중에 70여구라고 들었다"고 증언했으며, 이날 기지에 복귀한 류진성은 자초지종을 부대원들에 물었는데 옆에 소대원들이 무용담처럼 이야기를 했다고 말했다고 한다. 또한 류진성은 "한국군이 작전 수행 중일 때, 베트콩들이 민간인을 집단 살해하고 사라지는 것은 불가능하다."며, "그건 자살 행위다. 베트콩은 게릴라전을 한다. 노출되는 걸 각오하고 청룡부대 코앞에서 그런 무모한 행동을 하는 건 불가능하다"고 단언했다.
또한 그는 "우리가 먼저 손을 내밀고 사과하고 보상하고 미래를 위해 좋은 파트너가 되도록, 판결 이전에 정부가 그런 정책을 솔선수범 해줬으면 좋겠다"며 "우리 기업이 중국 다음으로 베트남에 많이 가있다. 관계 개선이 절실하다. 용단과 결단력을 정치권이 보여줬으면 좋겠다"고 강조했다.

## 베트남 정부의 태도
1990년대 이후의 상황은 한국 정부가 더 적극적으로 사과하고 제안하는 모습이나 베트남 정부가 오히려 소극적인 모습을 보이고 있다. 김대중 전 대통령은 1998년 “불행한 전쟁에 참여해 본의 아니게 베트남인들에게 고통을 준 데 대해 미안하게 생각한다”고 했고 노무현 전 대통령은 2004년 “우리 국민이 마음의 빚이 있다"고도 말했다. 하지만 베트남사회주의공화국은 1992년 한국과 수교할 당시부터 승전국 입장에서 굳이 사과를 받을 필요가 없다는 입장을 보여왔고, 문재인 정부가 사과 의사를 타진하자 난색을 표하기도 했다.

## 같이 보기
- 베트남 전쟁
- 빈호아 학살
- 하미 마을 학살 사건
- 미라이 학살
- 대한민국 해병대

## 참고 문헌
- 고경태 (2015). 《1968년 2월 12일: 베트남 퐁니·퐁넛 학살 그리고 세계》. 한겨레출판.
- 김현아 (2002). 《전쟁의 기억, 기억의 전쟁》. 책갈피. ISBN 978-89-7966-023-4.
- 이규봉 (2012). 《미안해요! 베트남》. 푸른역사. ISBN 978-89-94079-58-5.